# Erven-Nunatakker
Die Erven-Nunatakker sind eine kleine Gruppe von Nunatakkern im westantarktischen Marie-Byrd-Land. Sie ragen 12 km nordöstlich des Putzke Peak in den McCuddin Mountains auf.
Der United States Geological Survey kartierte sie anhand von Vermessungen und Luftaufnahmen der United States Navy aus den Jahren von 1959 bis 1965. Das Advisory Committee on Antarctic Names benannte sie 1966 nach Raymond D. Erven, Meteorologe des United States Antarctic Research Program auf der Byrd-Station im Jahr 1964.